# Phillip Lee (homme politique)
Phillip James Lee (né le 28 septembre 1970) est un médecin britannique et homme politique conservateur puis libéral-démocrate. Il est député de la circonscription de Bracknell de 2010 à 2019. Il se présente sans succès dans la circonscription de Wokingham aux Élections générales britanniques de 2019.
Élu comme candidat conservateur, il est sous-secrétaire d'État parlementaire chargé de la justice des mineurs, des victimes, des délinquantes et de la santé des délinquants au ministère de la Justice . Il démissionne du gouvernement en juillet 2018 en réponse à la gestion du Brexit par le gouvernement . Le 3 septembre 2019, il démissionne du parti conservateur pour rejoindre les libéraux-démocrates .

## Jeunesse et carrière
Phillip Lee est né et grandit dans le Buckinghamshire, en Angleterre, et fréquente le lycée local Sir William Borlase à Marlow. Lee étudie la biologie humaine et l'anthropologie biologique au King's College de Londres et au Keble College d'Oxford, où il s'intéresse à la psychodynamique de l'antisémitisme ; la psychologie de l'agresseur sexuel d'enfant; l'influence de l'environnement prénatal sur la maladie adulte ; et les résultats cliniques de l'infertilité .
Il étudie ensuite la médecine à l'Imperial College de Londres et obtient son diplôme de médecin en 1999. Il travaille dans des hôpitaux de la vallée de la Tamise, notamment à l'hôpital Wexham Park, à l'Hôpital de Stoke Mandeville puis à Wycombe, à St Mark's (Maidenhead) et à l'hôpital Heatherwood, ainsi qu'à l'hôpital St Mary's de Londres. Lee obtient son diplôme de médecin généraliste (GP) en 2004 et continue d'exercer localement à temps partiel .

## Carrière politique

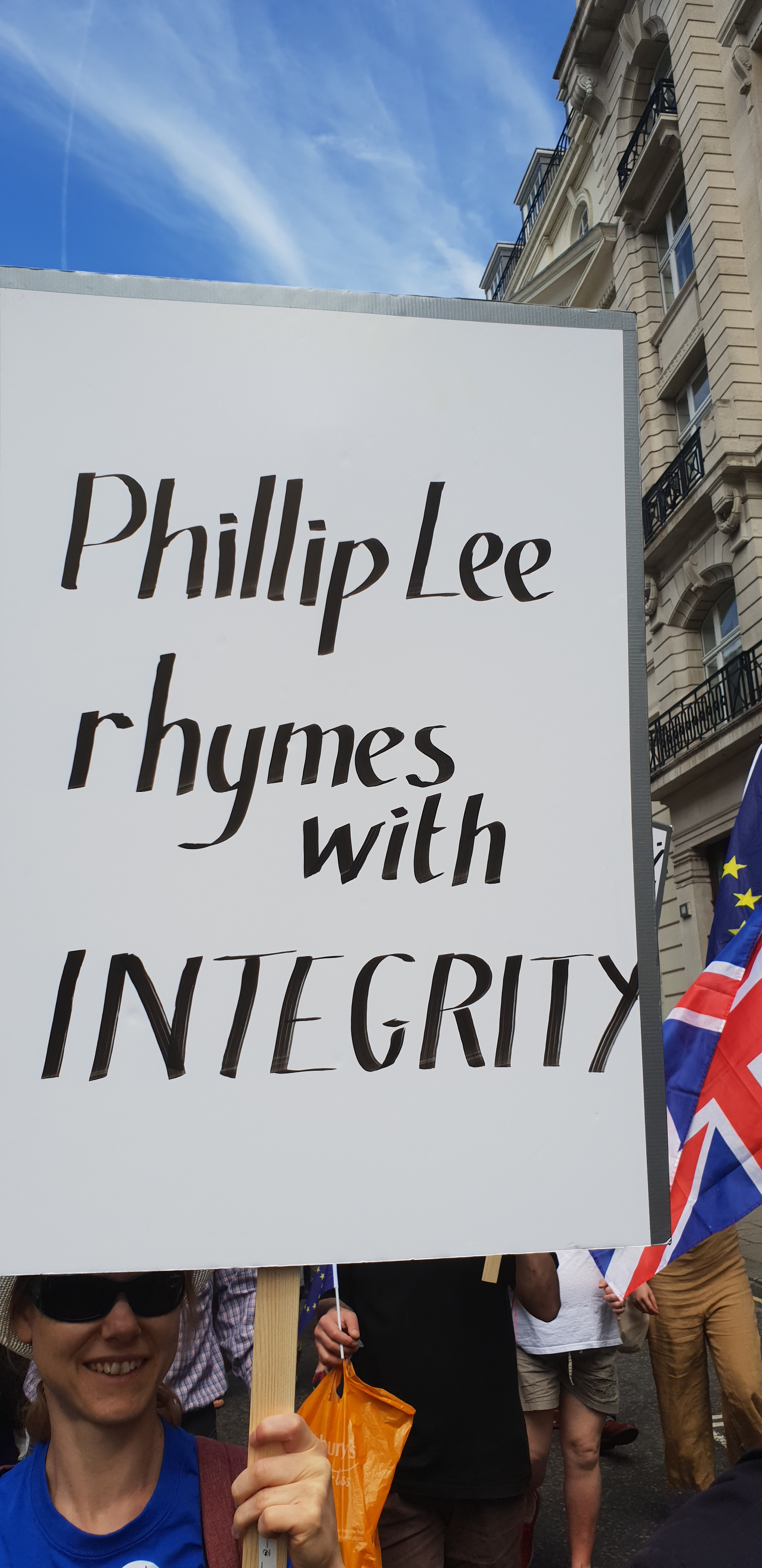
Pancarte d'une manifestante avec écrit "Phillipe Lee rime avec intégrité"

### Parti conservateur
La carrière politique de Lee commence dans la politique locale. Il rejoint les conservateurs à Beaconsfield en 1992, devenant membre de son conseil exécutif en 1997 et son vice-président en 2005. Lee est élu au conseil local en 2001. Lors des élections générales de 2005, il est candidat au siège travailliste le plus sûr du pays de Galles de Blaenau Gwent dans le sud du Pays de Galles. Il ne recueille que 816 voix. Après avoir été nommé candidat national prioritaire sur la première liste A du parti en 2006, Lee est investi lors d'une primaire ouverte en 2009 pour être le candidat au siège de Bracknell dans le Berkshire aux élections générales de 2010. La liste restreinte de sept personnes comprenait également l'éminent commentateur conservateur Iain Dale et Rory Stewart . Aux élections générales de 2010, Lee remporte le siège avec une majorité de 15 704 voix.
Il s'est rarement rebellé contre le whip conservateur et n'a voté contre rien dans le manifeste conservateur . Cependant, il ne soutient pas le projet High Speed 2 du gouvernement britannique qui, selon lui, appartient au passé et non à l'avenir. Il ne soutient pas non plus les propositions du gouvernement pour une réforme de la Chambre des Lords ou une action militaire en Syrie en 2013. Lee s'abstient au sujet de la législation sur le mariage homosexuel, notant que le rôle du Parlement devrait se limiter à légiférer pour l'union civile égale tout en appelant l'Église à trouver un moyen de reconnaître les relations homosexuelles .
Lee est opposé au Brexit avant le référendum de 2016 . Il démissionne de son poste de ministre le 12 juin 2018. Dans une déclaration de démission largement diffusée, il déclare que sa raison était de pouvoir "mieux parler au nom de mes électeurs et de mon pays sur la manière dont le Brexit est actuellement mis en œuvre". Début 2019, il est président de Right to Vote, ayant déjà rejoint la campagne People's Vote pour un vote public sur l'accord final sur le Brexit entre le Royaume-Uni et l'Union européenne . Le 1er juin 2019, l'association conservatrice locale de Lee adopte une motion de censure à l'égard de Lee, en raison d'affrontements au sujet de sa position sur le Brexit .

### Démocrates libéraux
Le 3 septembre 2019, Lee rejoint les libéraux-démocrates lors d'un discours du Premier ministre sur les désaccords avec la gestion du Brexit par le Parti conservateur,. Sa démission laisse le gouvernement conservateur sans majorité absolue à la Chambre des communes. Dans sa lettre de démission au Premier ministre, Lee déclare qu'il est « arrivé à la conclusion qu'il [n'était] plus possible de servir les meilleurs intérêts de [ses] électeurs et du pays en tant que député conservateur ».
Lee se présente dans la circonscription de Wokingham, jouxtant son précédent siège de Bracknell et détenu par le très pro-brexit John Redwood, aux élections générales de 2019 , mais il n'est pas élu.

## Vie privée
Lee est un sportif passionné. Il joue au football de compétition et supporte le Queens Park Rangers FC depuis l'âge de six ans. Il joue au rugby à XV pour le Marlow Rugby Union Football Club et est membre du RFC de l'Université d'Oxford et a également joué au cricket pour les Old Grumblers.